# قائمة المسائل غير محلولة في علم الأعصاب

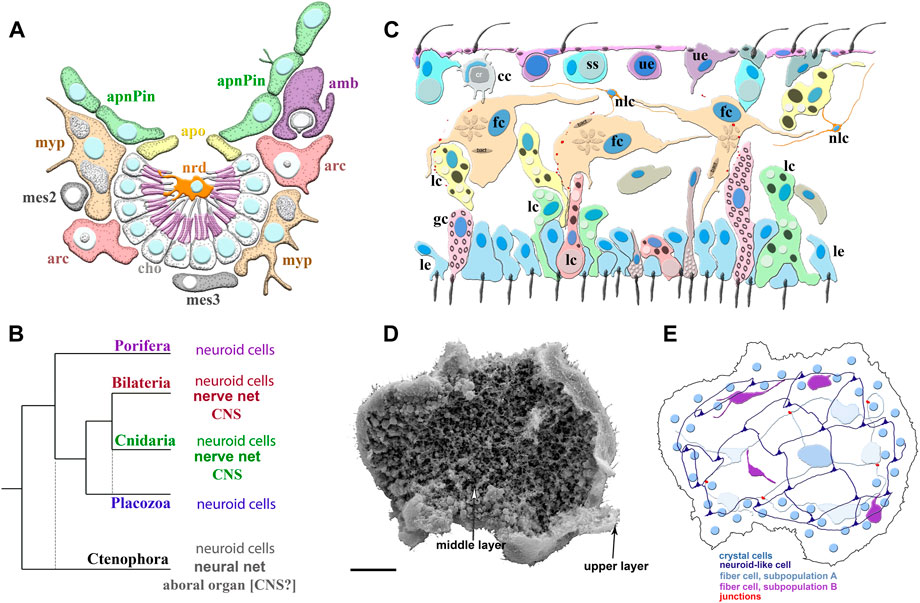
إلى الآن مازال هناك العديد من المشاكل لم تحل بعد في علم الأعصاب، متعلقة بالوعي، الإدراك، التعلم والذاكرة، اللدونة العصبية، حرية الإرادة، النوم، اللغة، الحركة، نظرية عمليات الحوسبة الدماغية، الحوسبة في علم الأعصاب، الحسابات العصبية.

إلى الآن مازال هناك  العديد من المشاكل لم تحل بعد في علم الأعصاب، ويوجد لبعض هذه المشاكل والمعضلات حلول مفترضة، وهذا المجال يتطور بشكل سريع، وهذه قائمة بهذه المشاكل:
- الوعي: على ماذا تعتمد الأعصاب في الإدراك، اليقظة، الانتباه؟هل هذه المسائل صعبة الحل بالنسبة للوعي؟ إذا كان كذلك، فما هو حلها، ما هي وظيفة الوعي؟[1][2]
- إدراك حسي:كيف يحول الدماغ المعلومات الحسية إلى مبادئ متسقة وخاصة؟ ماهي القواعد التي تنظم هذه المبادئ؟ ما هي الخواص  التي تشكل تجربة الإدراك الحسي للأحداث الخارجية والداخلية؟ كيف تتكامل الحواس؟ ماهي العلاقة بين التجربة الشخصية والعالم المحسوس؟
- التعلم و الذاكرة: أين تخزن ذاكرتنا المعلومات وكيف تسترجعها عند لزومها؟ كيف تتطور أساليب تعلمنا؟ وما الفرق بين الذاكرة الصريحة والضمنية؟
- لدونة عصبية: كيف تعمل اللدونة العصبية على إنضاج الدماغ؟
- التطور والنشوء:كيف نشأت أدمغتنا؟
- حرية الإرادة: كيف تتحكم الأعصاب بحرية الإرادة؟
- النوم: ما هي الوظيفة الحيوية للنو؟ لماذا نحلم؟ ما هو الرابط بين النوم والتخدير؟
- اللغة: كيف تنفذ عصبياً؟ ما هو أساس علم اللسانيات؟
- الحركة :كيف يمكننا الحركة بطريقة متحكم بها على الرغم من أن المحرك لا يدفع بشكل اعتباطي أو غير متوقع؟[3]
- نظرية عمليات الحوسبة الدماغية: ما هو الحد للعمليات المفهومة للحوسبة والتفكير؟
- االأمراض:ما هو المسبب لأمراض الدماغ مثل (الفصام، تصلب جانبي ضموري، مرض باركنسون الخ)؟ هل يمكن استعادة الوظائف الحسية أو الحركية؟
- الحوسبة في علم الأعصاب: ما أهمية دقة الوقت الذي حدث فيه الفعل لعملية المعلومات في القشرة الدماغية؟ كيف تعامل المعلومات التي في الدماغ من قبل الدوائر العصبية التجميعية؟ ما هي الأكواد العصبية؟
- الحسابات العصبية: ما هي كل الأنواع المختلفة للعصبون وما ذا يفعل في دماغ الإنسان؟[4]
- كيف يعمل المخدر العام؟

## روابط خارجية
- The Human Brain Project Homepage
- David Eagleman (أغسطس 2007). "10 Unsolved Mysteries of the Brain". Discover Magazine. Discover Magazine. مؤرشف من الأصل في 2019-10-17.
- Dennett D (أبريل 2001). "Are we explaining consciousness yet?". Cognition. ج. 79 ع. 1–2: 221–37. DOI:10.1016/S0010-0277(00)00130-X. PMID:11164029. مؤرشف من الأصل في 2019-11-29.